# Eugénie de Franval
Pour plus de détails, voir Fiche technique et Distribution.
Eugénie de Franval est un film français réalisé par  Louis Skorecki et sorti en 1975.

## Fiche technique
- Titre : Eugénie de Franval
- Réalisation : Louis Skorecki
- Scénario : Louis Skorecki, d'après Eugénie de Franval du Marquis de Sade
- Photographie : Christian Bachman
- Son : Bernard Odant
- Musique : Patricio Villaroel
- Montage : Marielle Issartel
- Pays d'origine :  France
- Production : G.R.E.C.
- Durée : 105 minutes
- Date de sortie : France - 1975

## Distribution
- Françoise Grimaldi
- Cécile Le Bailly
- Élisabeth Boland
- Jean-René Huleu
- Louis Skorecki
- Christian Ledoux
- Noël Simsolo